# La mafia uccide solo d'estate
La mafia uccide solo d'estate (A Máfia só Mata no Verão (título em Portugal) ) é um filme italiano do género comédia dramática, realizado e escrito por Pierfrancesco Diliberto, Michele Astori e Marco Martani. Ganhou o prémio de melhor filme de comédia nos Prémios do Cinema Europeu de 2014. Estreou-se na Itália a 28 de novembro de 2013.

## Argumento
O filme reconta a vida de Arturo de maneira tragicómica, que desde jovem cruza o caminho da máfia. Ele é uma criança particularmente sensível às peculiaridades que ocorrem diariamente na sua cidade e sofre o mesmo destino de todos os jovens jornalistas e ativistas que enfrentaram a verdade de frente e que muitas vezes tornam-se vítimas da máfia.

## Elenco
- Pierfrancesco Diliberto como Arturo
- Cristiana Capotondi como Flora
- Claudio Gioè como Francesco
- Ninni Bruschetta como frade Giacinto
- Alex Bisconti como Arturo (jovem)
- Ginevra Antona como Flora (jovem)
- Maurizio Marchetti como Jean Pierre
- Rosario Lisma como pai de Arturo
- Barbara Tabita como mãe de Arturo
- Domenico Centamore como Leoluca Bagarella
- Antonio Alveario como Salvatore “Totò” Riina
- Totò Borgese como Salvo Lima
- Enzo Salomone como Rocco Chinnici
- Roberto Burgio como Boris Giuliano
- Turi Giuffrida como Carlo Alberto dalla Chiesa
- Giuseppe Provinzano como Gaspare Spatuzza
- Sergio Vespertino como Filippo Marchese

## Reconhecimentos
| Ano  | Prémios                                  | Categorias                                             | Destinatários e nomeados                                | Resultado | Referências   |
| ---- | ---------------------------------------- | ------------------------------------------------------ | ------------------------------------------------------- | --------- | ------------- |
| 2013 | Festival de Cinema de Turim              | Prémio do Público                                      | Pierfrancesco Diliberto                                 | Venceu    | [ 4 ]         |
| 2013 | Festival de Cinema de Turim              | Prémio da Cidade de Turim de melhor filme              | La mafia uccide solo d'estate                           | Indicado  | [ 4 ]         |
| 2014 | Prémio David di Donatello                | Melhor realização                                      | Pierfrancesco Diliberto                                 | Venceu    | [ 5 ] [ 6 ]   |
| 2014 | Prémio David di Donatello                | Prémio David Jovem                                     | Pierfrancesco Diliberto                                 | Venceu    | [ 5 ] [ 6 ]   |
| 2014 | Prémio David di Donatello                | Melhor filme                                           | La mafia uccide solo d'estate                           | Indicado  | [ 5 ] [ 6 ]   |
| 2014 | Prémio David di Donatello                | Melhor argumento                                       | Michele Astori, Pierfrancesco Diliberto e Marco Martani | Indicado  | [ 5 ] [ 6 ]   |
| 2014 | Prémio David di Donatello                | Melhor produção                                        | Mario Gianani, Lorenzo Mieli para Wildside e Rai Cinema | Indicado  | [ 5 ] [ 6 ]   |
| 2014 | Prémio David di Donatello                | Melhor canção original                                 | "Tosami lady" de Santi Pulvirenti e Domenico Centamore  | Indicado  | [ 5 ] [ 6 ]   |
| 2014 | Prémio David di Donatello                | Melhor vestuário                                       | Cristiana Ricceri                                       | Indicado  | [ 5 ] [ 6 ]   |
| 2014 | Prémio David di Donatello                | Melhor maquilhagem                                     | Dalia Colli                                             | Indicado  | [ 5 ] [ 6 ]   |
| 2014 | Prémio David di Donatello                | Melhores efeitos especiais visuais                     | Paola Trisoglio e Stefano Marinoni para Visualogie      | Indicado  | [ 5 ] [ 6 ]   |
| 2014 | Nastro d'Argento                         | Melhor novo realizador                                 | Pierfrancesco Diliberto                                 | Venceu    | [ 7 ] [ 8 ]   |
| 2014 | Nastro d'Argento                         | Melhor argumento                                       | Michele Astori, Pierfrancesco Diliberto e Marco Martani | Venceu    | [ 7 ] [ 8 ]   |
| 2014 | Nastro d'Argento                         | Melhor produção                                        | Mario Gianani, Lorenzo Mieli para Wildside e Rai Cinema | Indicado  | [ 7 ] [ 8 ]   |
| 2014 | Nastro d'Argento                         | Melhor atriz secundária                                | Cristiana Capotondi                                     | Indicado  | [ 7 ] [ 8 ]   |
| 2014 | Nastro d'Argento                         | Melhor montagem                                        | Cristiano Travaglioli                                   | Indicado  | [ 7 ] [ 8 ]   |
| 2014 | Nastro d'Argento                         | Melhor seleção de realizador                           | Francesca Borromeo                                      | Indicado  | [ 7 ] [ 8 ]   |
| 2014 | Globo de Ouro                            | Melhor argumento                                       | Michele Astori, Pierfrancesco Diliberto e Marco Martani | Venceu    | [ 9 ] [ 10 ]  |
| 2014 | Globo de Ouro                            | Melhor filme                                           | La mafia uccide solo d'estate                           | Indicado  | [ 9 ] [ 10 ]  |
| 2014 | Globo de Ouro                            | Melhor filme de comédia                                | La mafia uccide solo d'estate                           | Indicado  | [ 9 ] [ 10 ]  |
| 2014 | Globo de Ouro                            | Melhor primeiro filme                                  | La mafia uccide solo d'estate                           | Indicado  | [ 9 ] [ 10 ]  |
| 2014 | Ciak de Ouro                             | Ciak de Ouro Alice/Jovem                               | Pierfrancesco Diliberto                                 | Venceu    | [ 11 ] [ 12 ] |
| 2014 | Ciak de Ouro                             | Melhor argumento                                       | Michele Astori, Pierfrancesco Diliberto e Marco Martani | Indicado  | [ 11 ] [ 12 ] |
| 2014 | Ciak de Ouro                             | Melhor produção                                        | Mario Gianani e Lorenzo Mieli                           | Indicado  | [ 11 ] [ 12 ] |
| 2014 | Ciak de Ouro                             | Melhor cenografia                                      | Marcello Di Carlo                                       | Indicado  | [ 11 ] [ 12 ] |
| 2014 | Ciak de Ouro                             | Melhor vestuário                                       | Cristiana Ricceri                                       | Indicado  | [ 11 ] [ 12 ] |
| 2014 | Ciak de Ouro                             | Melhor montagem                                        | Cristiano Travaglioli                                   | Indicado  | [ 11 ] [ 12 ] |
| 2014 | Festival Internacional de Cinema de Bari | Prémio Francesco Laudadio de melhor primeiro filme     | Pierfrancesco Diliberto                                 | Venceu    | [ 13 ]        |
| 2014 | Trailers FilmFest                        | Prémio do Público de melhor trailer do ciclo de cinema | La mafia uccide solo d'estate                           | Venceu    | [ 14 ]        |
| 2014 | Cidade de Misilmeri                      | Prémio Rocco Chinnici                                  | La mafia uccide solo d'estate                           | Venceu    | [ 15 ]        |
| 2014 | Festival de Cinema de Busto Arsizio      | Prémio do Público                                      | La mafia uccide solo d'estate                           | Venceu    | [ 16 ]        |
| 2014 | Festival de Cinema de Busto Arsizio      | Melhor argumento                                       | Michele Astori, Pierfrancesco Diliberto e Marco Martani | Venceu    | [ 16 ]        |
| 2014 | Festival Bimbi Belli                     | Melhor filme                                           | La mafia uccide solo d'estate                           | Venceu    | [ 17 ]        |
| 2014 | Festival Bimbi Belli                     | Melhor debate                                          | Pierfrancesco Diliberto                                 | Venceu    | [ 17 ]        |
| 2014 | 27.º Prémios do Cinema Europeu           | Melhor filme de comédia                                | La mafia uccide solo d'estate                           | Venceu    | [ 2 ]         |
| 2014 | Festival do Cinema Italiano de Annecy    | Grande Prémio Fictício                                 | La mafia uccide solo d'estate                           | Venceu    | [ 18 ]        |
| 2014 | Festa do Cinema Italiano                 | Prémio do Júri de melhor filme                         | La mafia uccide solo d'estate                           | Venceu    | [ 19 ]        |